# كوناجرا فودز
كوناجرا فودز (بالإنجليزية: ConAgra Foods / Conagra Brands)‏ هي شركة أغذية أمريكية مغلفة مقرها في شيكاغو إلينوي تقوم كوناجرا فودز بتصنيع وبيع المنتجات تحت أسماء تجارية مختلفة متوفرة في محلات السوبر ماركت والمطاعم ومؤسسات خدمات الأغذية.